# Qiu Yuhan
Dans ce nom chinois, le nom de famille, Qiu, précède le nom personnel.
Qiu Yuhan (en chinois : :邱钰涵), née le 17 juillet 1998 à Anshan est une nageuse chinoise. Lors des Jeux olympiques d'été de 2012, elle termine quatrième au relais 4 × 200 m nage libre

## Palmarès

### Championnats du monde

#### Grand bassin
- Championnats du monde 2015 à Kazan :
  -  Médaille d'or du relais 4 × 100 m quatre nages (participe uniquement aux séries).
  -  Médaille de bronze du relais 4 × 200 m nage libre.

#### Petit bassin
- Championnats du monde 2012 à Istanbul (Turquie) :
  -  Médaille de bronze du relais 4 × 200 m nage libre.
- Championnats du monde 2014 à Doha (Qatar) :
  -  Médaille d'argent du relais 4 × 200 m nage libre.